# Magyar Jogász Egylet
A Magyar Jogász Egylet (rövidítése: MJE), eredeti írásmódja: Magyar Jogászegylet; a magyar jogászok nagy múltú szakmai szervezete, a jogtudomány művelésére és a hazai jogélet fejlesztésére 1879-ben Budapesten alakult egyesület. A jogászi hivatásrendeket hagyományosan egyesítő, rangos civil szervezet, megyei szervezetek országos lefedettséget adó hálózatával.

## Székhelye
1054 Budapest, Szemere u. 8.

## Az Elnökség és a vezetőség
Az Egylet ügyvezetését az öt évre megválasztott Elnökség látja el. Az Elnökség 32 tagból áll. Tagja az elnök, a négy alelnök, a főtitkár, a Küldöttgyűlés által megválasztott további hat fő, valamint a területi szervezetek elnökei. Az Elnökségen belül vezetőség működik, amelynek tagja az elnök, az alelnökök és a főtitkár. A vezetőség az elnök tanácsadó szerve, amely előzetes véleményt alakít ki az elnökségi ülés napirendjén szereplő ügyekben.

## Elnökei
- Sárközy Tamás (2011-től haláláig, 2020. február 4-ig)
- Trócsányi László (2020 szeptemberétől)

## Története
Alapszabályai szerint céljai elérésére szolgálnak: előadások és vitatkozások; a jogirodalom, az igazságszolgáltatás és a jogi törvényhozás termékeinek kritikai Vagy ismertető méltatása; pályadíjak kitűzése tudományos és az igazságügyi törvényhozás körébe vágó munkálatokra: évkönyv és időszaki közlöny kiadása; jogtudományi könyvkiadó vállalat létesítése. Utóbbi irányban azonban ez ideig csak a kezdeményező lépések tétettek meg. Az egyesület első elnöke Csemegi Károly volt; 1896 óta pedig Vavrik Béla. A tagok száma ebben az időszakban az 1300-at meghaladta.
Sárközy Tamás elnök 2020. február 4-i halála után az elnöki pozíció betöltetlen. A Balatonfüredre tervezett ülést a COVID-19 következtében el kellett halasztani. Az új elnökválasztó küldöttgyűlést 2020. szeptember 10-re hívták össze. A jelölő bizottság a tisztségre Trócsányi Lászlót jelölte. Ha a járvány közbeszól, a választást távszavazással bonyolítják majd le.

## Kiadványai
A Magyar Jogászegylet saját kiadóvállalatot alapított.

### A Magyar Jogászegyleti Értekezések
A Magyar Jogászegyleti Értekezések című folyóirat 1880 és 1943 között jelent meg. (Kiadása 1919 és 1924 között szünetelt.) Rövidítése: M. Jogászegyleti Értekezések.
Ebben a folyóiratban az egyesület ülésein tartott előadások és viták anyaga jelent meg. 1904. februárjáig 232 füzetet adtak ki, 29 kötetben. A szerkesztői vagy felelős szerkesztői tisztet – általában – az Egylet titkára látta el: Fayer László, Meszlény Artúr, Kollár László, Nagy Dezső, Jenes Árpád
Az 1943-ban megindult új folyam a Magyar Jogászegyleti Értekezések és Egyéb tanulmányok jelent meg.

### Külföldi törv. magy. fordításban
Az egyesület másik kiadványa volt a «Külföldi törv. magy. fordításban», amelyből 1904-ig 6 füzet jelent meg.

### Magyar Jog
A Magyar Jog című folyóiratot eredetileg a Magyar Jogász Szövetség indította meg. A kiadás feladatát a Magyar Jogász Egylet vette át.